# Vædderen (stjernetegn)
 For alternative betydninger, se Vædderen (flertydig). (Se også artikler, som begynder med Vædderen)
Vædderen (Aries) er det første stjernetegn i dyrekredsen. Det ligger mellem Fiskene og Tyren. Solen bevæger sig siderisk igennem Vædderen fra sidste del af april til midten af maj ulig stjernetegnets periode fra omkring den 21. marts til og med den 20. april.

## Astronomisk
Stjernebilledet Vædderen er fuldt synligt fra 90° N til 58° S.
Der er hverken særligt signifikante stjerner eller galakser i stjernebilledet.

## Mytologisk
- Græsk: Tegnet skulle være vædderen fra myten om Jason og det gyldne skind, men der findes også en anden myte, hvor Bacchus og hans selskab en dag vandrede gennem ørkenen i Libyen og blev reddet fra den visse død af en vædder, som viste dem vej til en brønd. Som belønning placerede Bacchus Vædderen på himlen.
- Bibelsk: Vædderen der blev ofret i stedet for Abrahams søn.

## Astrologisk
- Periode: 21. marts til 20. april.
- Planethersker: Mars (♂)
- Element: Ild
- Type: Kardinal
- Legemsdel: Hovedet

Astrologien tillægger solens placering i fødselshoroskopet en række betydninger. Men da solen kun er en ud af mange faktorer i et horoskop, er følgende beskrivelse ikke dækkende for alle mennesker med solen i dette tegn:
Mennesker født i vædderens tegn siges at være dynamiske iværksættere, med tendens til kun at tænke på sig selv. De handler oftest, før de tænker. Dirch Passer er en sådan vædder i en berømt sketch i Cirkusrevyen.
Med Mars som hersker i tegnet er de udprægede konkurrencemennesker og elsker sport.

## Datalogi
Tegnet for Vædderen ♈ findes i tegnsættet unicode som U+2648 "Aries".